# Tephrosia feddemana
Tephrosia feddemana är en ärtväxtart som beskrevs av Mcvaugh. Tephrosia feddemana ingår i släktet Tephrosia och familjen ärtväxter. Inga underarter finns listade i Catalogue of Life.